# Esakiozephyrus zotelistes
Esakiozephyrus zotelistes is een vlinder uit de familie van de Lycaenidae. De wetenschappelijke naam van de soort werd als Zephyrus zotelistes in 1913 gepubliceerd door Charles Oberthür.